# José Kairala
José Kairala (Manaus, 1 de fevereiro de 1924 – Brasília, 4 de dezembro de 1963) foi um comerciante e político brasileiro, senador pelo Acre em 1963. Foi assassinado no exercício do mandato, dentro do prédio do Senado Federal, vítima de uma bala perdida disparada pelo também senador Arnon de Melo.

## Dados biográficos
Filho de José Kairala Sfair e Carolina Moussuly Kairala, ambos de ascendência libanesa. Após trabalhar como comerciante estreou na política pelo Partido Social Democrático (PSD), quando foi eleito suplente do senador José Guiomard em 1962 e a quem substituiu a partir de 6 de julho de 1963, quando o titular entrou em licença.
Sua última sessão como senador aconteceu em 4 de dezembro de 1963, quando Arnon de Melo (pai do ex-presidente brasileiro Fernando Collor) ocupava a tribuna para rebater acusações que lhe foram desferidas por seu inimigo político, Silvestre Péricles, quando este adentrou ao plenário e interrompeu o orador à custa de agressões verbais. Melo sacou uma arma e disparou contra o desafeto, que saiu ileso. Péricles, a cinco metros de distância de Arnon, também sacou sua arma, mas teve seu braço desviado por um colega. Não foi atingido e nem atingiu ninguém. Sentado à primeira fila, porém, Kairala foi atingido por um dos disparos de Arnon e faleceu horas mais tarde.
Presos em flagrante após o crime, os senadores alagoanos acabaram isentos de punição. Mesmo com o homicídio e as testemunhas, ficaram presos pouco tempo e foram inocentados pelo Tribunal do Júri de Brasília, já que ambos alegaram legítima defesa.  Apesar do assassinato, e ainda que tenha sido dentro do Senado Federal, na presença de inúmeras autoridades, Arnon de Melo não teve seu mandato cassado nem qualquer punição imposta pela Mesa Diretora.
Por conta do acontecido sua família retornou ao Acre e, a seguir, foi para Minas Gerais, até fixar-se no Distrito Federal em 1977 onde sua esposa trabalhou como lavadeira e babá após a viuvez.